# Scapy
Scapy est un logiciel libre de manipulation de paquets réseau écrit en python.
Il est capable, entre autres, d'intercepter le trafic sur un segment réseau, de générer des paquets dans un nombre important de protocoles, de réaliser une prise d'empreinte de la pile TCP/IP, de faire un traceroute, d'analyser le réseau informatique…

## Avantages de Scapy
Scapy n'est pas un outil clé en main (comme Nmap ou autre) mais un Framework basé sur Python fournissant un ensemble de fonctions pour interagir avec le réseau. Il a donc les avantages suivants :
- Une grande liberté d'action car chaque paramètre peut être modifié
- Il décode mais n'interprète pas les paquets reçus

## Exemple d'utilisation de Scapy
Pour obtenir des exemples développés, ou utiliser les fonctions avancées de Scapy, se référer à la Documentation Officielle